# 盧加諾
卢加诺（義大利語：Lugano，意大利语发音：[luˈɡaːno]）是瑞士提契諾州的一個意大利语区城市，也是最南端的城市。人口63,583（2015年10月），面積26.2平方公里，是瑞士第九大城市，也是提契诺州最大的城市，同时也是意大利之外最大的意大利语聚集区。官方語言是意大利語。城市地处卢加诺湖，被卢加诺山脉所包围。

## 地名由来和城市盾徽

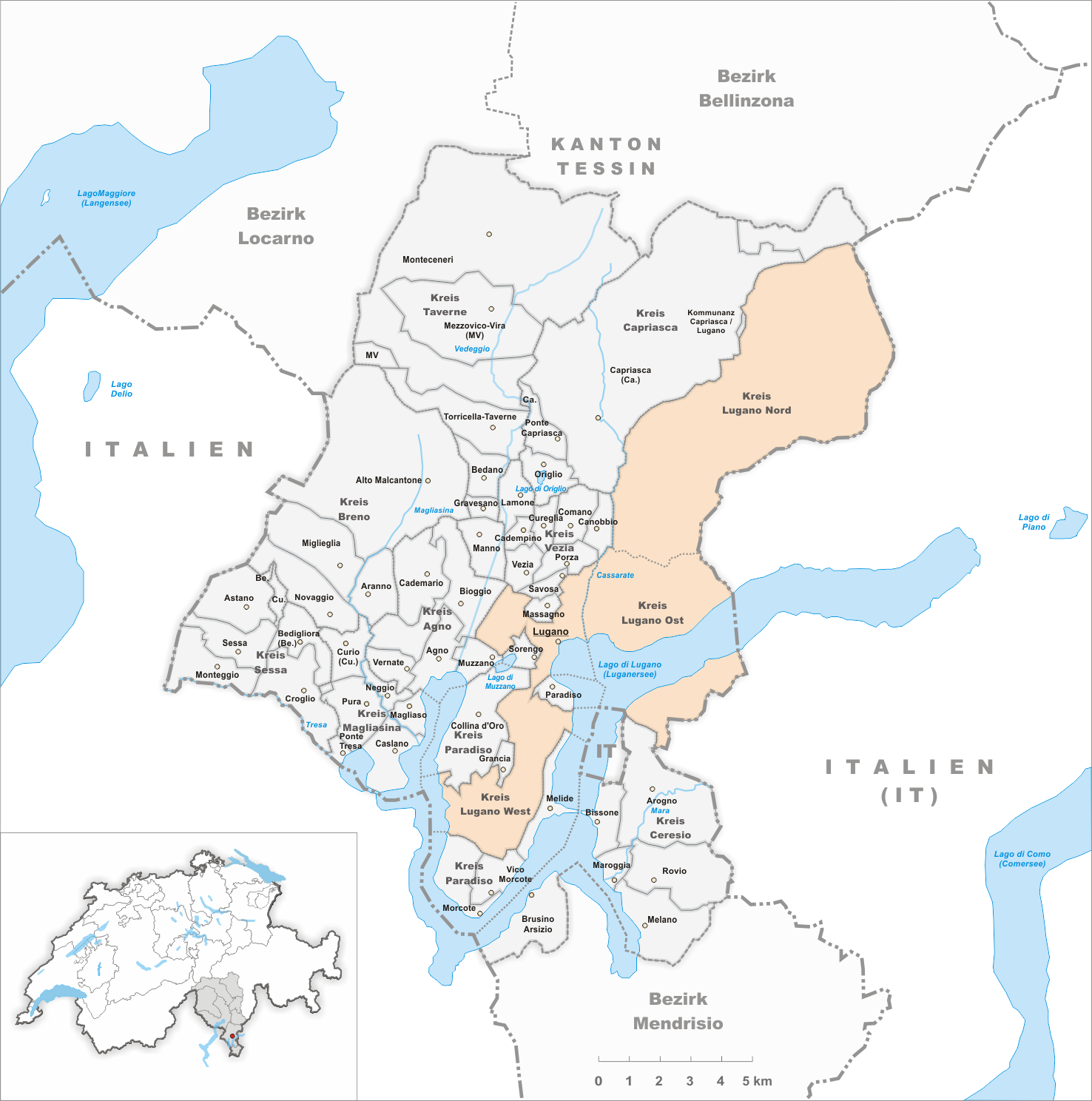
卢加诺市地图

地名第一次记录在804年，为Luanasco，在874年改为Luano，直至1189年才改为Lugano。德语中名词变形为（不再使用） Lowens, Lauis, Lauwis 。该地名词根由来已无法考究，可能变化来源于 lucus "grove"，来自通俗拉丁语 lakvannus "lake-dweller"和神话中Lugus。
市政的徽章图案是 Gules，银色十字在四个字母"L", "V", "G" 和 "A" (严格遵守这四个位置)。徽章图案发源于大约1200年。这四个字母是 Lugano 的缩写。

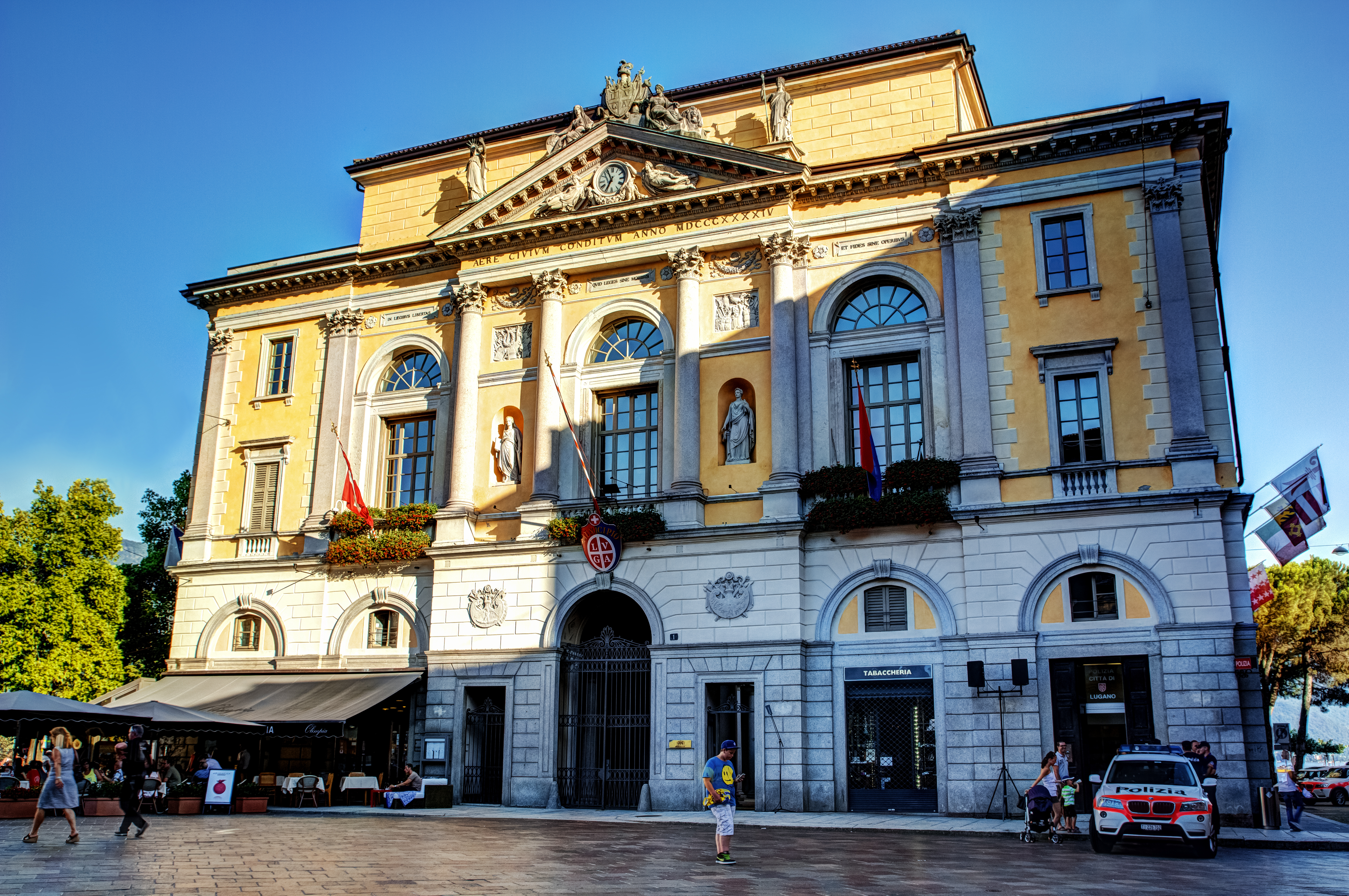
卢加诺市政厅

## 景点
- 瑞士海关博物馆
- 卢加诺文化博物馆
- 州艺术博物馆